# Даљен
Даљен (大連) град је Кини у покрајини Љаонинг. Према процени из 2009. у граду је живело 2.158.193 становника.

## Име
Име града потиче из 19. века када је Русија изградила трговачки центар и назвала га рус. Дальний, са значењем удаљени град. У периоду од 1950. град се звао Луда, да би 1981. године било враћено име, прилагођено кинеском изговору: Даљен.

## Становништво
Према процени, у граду је 2009. живело 2.158.193 становника.
| 1990.     | 2000.     | 2009.     |
| --------- | --------- | --------- |
| 1.462.382 | 1.840.356 | 2.158.193 |

## Партнерски градови
- Ла Паз
- Владивосток
- Баија Бланка
- Бремен
- Енсхеде
- Росток
- Авр
- Оукланд
- Маизуру
- Шчећин
- Сарагоса
- Далас
- Охрид
- Калињинград